# Rethmar
Rethmar is een plaats in de Duitse gemeente Sehnde, deelstaat Nedersaksen, en telt 1599 inwoners.